# Tourmentin
Ne doit pas être confondu avec Tourmentine.

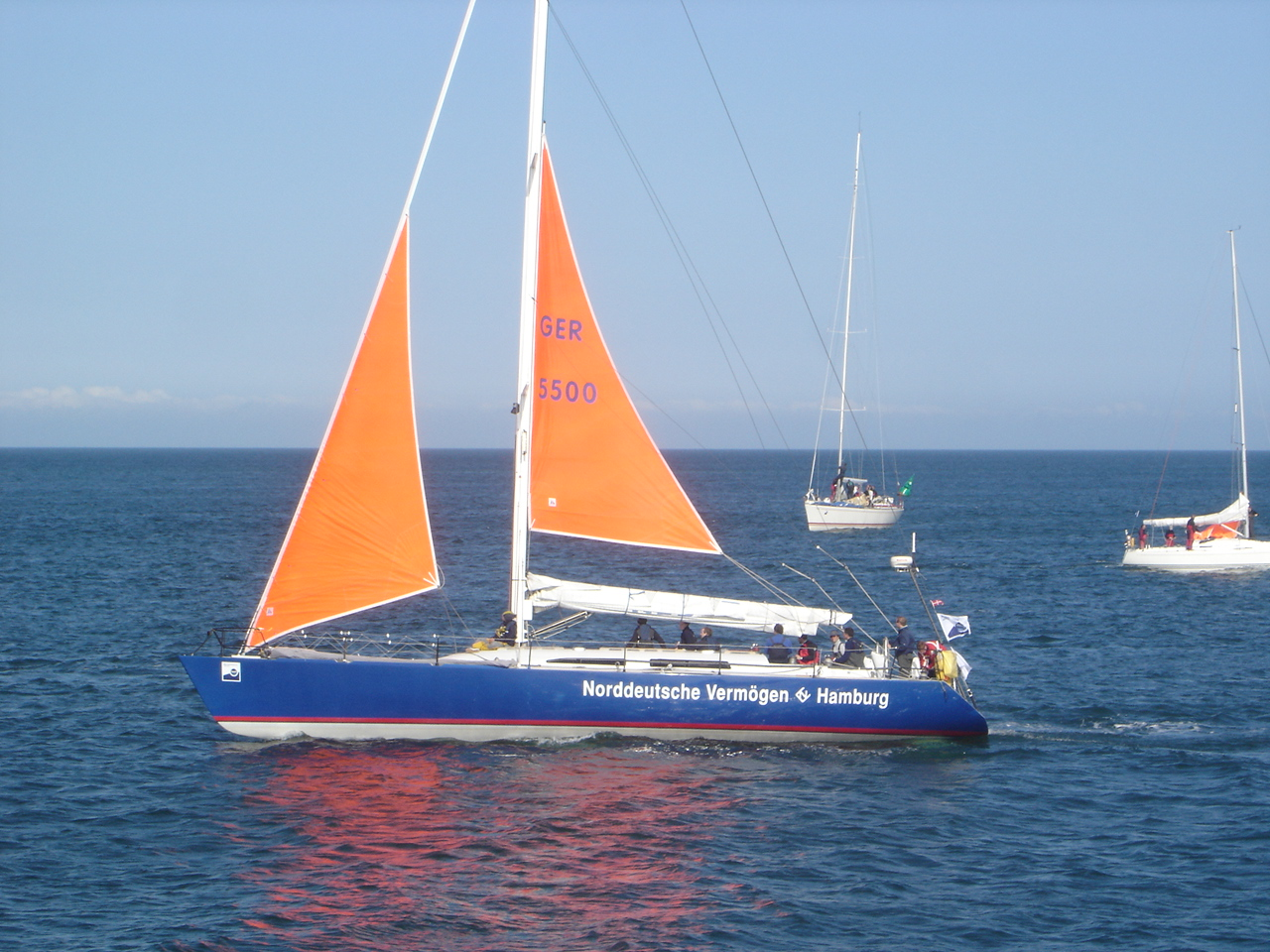
Tourmentin et suédoise sur un voilier moderne.

Le tourmentin est un foc de tempête. C'est le plus petit foc d'un voilier. 
Cette voile, réalisée en tissu très épais, est conçue pour résister au gros temps. Lorsqu'elle est utilisée seule, elle maintient le bateau aux allures de fuite (vent venant de l'arrière).